# Казе Страфорини (Ферара)
Казе Страфорини (итал. Case Straforini) је насеље у Италији у округу Ферара, региону Емилија-Ромања.
Према процени из 2011. у насељу је живело 266 становника. Насеље се налази на надморској висини од 0 м.